# 鲍里斯一世
聖鲍里斯一世或鲍里斯-米哈伊尔（卒於907年5月2日），中世紀保加利亞的重要君主；852年至889年在位為大汗（其中基督教受洗后改头衔为大公）。鲍里斯的功勞顯示於宗教、外交、文化與内部政策上：基督教在其支持下成爲國内主要宗教、西里爾字母的起源的其中一種説法（格拉哥里字母）是在其任内開創。
864年或865年鲍里斯受洗，将头衔自大汗(хан, Khan)改为大公（Кнѧзъ, Knyaz），並將其教父，當時的拜占庭皇帝米哈伊尔三世的名字納入本人名字。
他试图向外扩张保加利亚的国土，但先后为日耳曼人和塞尔维亚人击败。
870年正式皈依東正教會。889年，鲍里斯一世让位给自己的長子弗拉基米尔。

## 傳承
儘管軍事上乏善足陳，鲍里斯一世的總體貢獻是正面的。